# Frank Wild
Frank Wild (teljes nevén John Robert Francis Wild) (Skelton-in-Cleveland, North East England, 1873. április 10. – Klerksdorp, Dél-afrikai Unió, 1939. augusztus 19.) angol felfedező. 5 antarktiszi expedícióban vett részt, amikért négyszer nyerte el a Polar Medalt, amit rajta kívül csak egy ember (Ernest Shackleton) kapott még meg ennyiszer.
11 gyerekes család legidősebb fiaként született, apja, Benjamin Wild tanár volt, anyját Marynek hívták. A család Észak-Yorkshire-ből származott, és Frank az anyja révén ősei között tartotta számon James Cookot, mivel anyai nagyapja, Robert Cook azt állította magáról, hogy a nagy felfedező unokája volt. A család 1875-ben Lincolnshire-be, az 1880-as évek végén pedig York mellé, majd a Bedfordshire megyei Eversholtba költözött, ahol apja hivatalnoki állást kapott. Wild Bedfordban tanult, 1889-ben, 16 éves korában belépett a kereskedelmi flottába, ahol a Sobraon nevű klipperen kapott kiképzést. 1901-ben a HMS Edinburgh nevű hajón szolgált, mint matróz.

## Antarktiszi expedíciók
Wild a következő expedíciókban vett részt:
- 1901-ben részt vett Robert Falcon Scott Discovery-expedíciójában mint matróz. Ugyanebben az expedícióban alhadnagyként vett részt Ernest Shackleton is.
- 1908-ban Shackleton Nimród-expedíciójának volt a tagja, és benne volt abban a csapatban, ami elérte a Beardmore-gleccsert, és rekordmagasságig, a déli szélesség 88º23’ fokáig jutott el.
- 1911-ben az Auróra-expedíció tagja volt, melynek vezetője Douglas Mawson volt. Ekkor a Shackleton-selfjégen felállított nyugati bázis vezetője volt.
- Az 1914-16-os birodalmi transzantarktiszi expedícióban már Shackleton helyettese volt parancsnoki rangban.
- Szintén parancsnoki rangban vett részt az 1921-22-es Shackleton-Rowett expedícióban.

Mint parancsnok, a birodalmi transzantarktiszi expedíció során az ő vezetésére bízta Shackleton az Elefánt-szigeti csapat irányítását, míg ő több társukkal egy csónakon segítséget hozott a Déli-Georgia-szigetekről. 1916. április 24-től augusztus 30-ig volt a csapat vezetője Wild, akik a megmaradt, felfordított csónakok alatt berendezett szálláson éltek fókahúson és pingvinhúson. Később a sziget egy kiszögellését Point Wild-nak nevezték el.
Miután 1916-ban visszatértek az Egyesült Királyságba, Wild az éppen zajló első világháború miatt bevonult a seregbe, és a Királyi Haditengerészet Önkéntes Szolgálatának tagjaként Oroszországba vezényelték, ahol szállítmányozási tisztként szolgált Arhangelszkben. A háború után Dél-Afrikába ment, ahol a brit Nyaszaföldön közösen vezettek egy farmot Francis Bickertonnal és James McIlroyjal, akikkel antarktiszi útjain ismerkedett meg.
Az 1921-22-es Shackleton-Rowett expedícióban még részt vett, mint parancsnok, de az expedíció nem volt sikeres, mivel hiányos felszereléssel és homályos célokkal indultak útnak egy kicsi hajón, a Questen. Shackleton még útközben, a Déli-Georgia-szigeteken meghalt, ekkor Wild vette át a parancsnokságot.

## Az Antarktisz után
Wild 1918-ban Oroszországban találkozott egy borneói teaültetvényes özvegyével, Vera Altmannal, akit 1922. október 4-én feleségül vett. A Shackleton-Rowett expedíció után visszatért Dél-Afrikába, ahol közben a felesége vezette a farmot. Földet vettek, hogy gyapotot termesszenek, de a vállalkozás nem volt életképes, 5 évnyi szárazság majd egy árvíz után feladták. Ezután az akkor épülő vasúttal kötött szerződést, ami már sikeresebb vállalkozás volt, de a szerződés lejártakor új megbízás után kellett néznie. 1928-ban elvált feleségétől, majd egy csaposi állást kapott egy hotelben Szváziföldön egy barátja jóvoltából, aki a hotel tulajdonosa volt. A nagy gazdasági világválság következtében több állásban is megfordult, dolgozott gyémántbányában is, ami csődbe ment. Jövedelmét a birodalmi transzantarktiszi expedícióról szóló előadások tartásával egészítette ki.
1931-ben újra megnősült, új felesége, Beatrice Lydia Rhys Rowbotham 47 éves volt, 10 évvel fiatalabb nála.

## Fordítás
- Ez a szócikk részben vagy egészben  a   Frank Wild című angol Wikipédia-szócikk ezen változatának fordításán alapul.  Az eredeti cikk szerkesztőit annak laptörténete sorolja fel. Ez a jelzés csupán a megfogalmazás eredetét és a szerzői jogokat jelzi, nem szolgál a cikkben szereplő információk forrásmegjelöléseként.